# NGC 7429
NGC 7429 este o galaxie situată în constelația Cefeu. A fost descoperită în 29 septembrie 1829 de către John Herschel.